# صاعد بن مخلد
صاعد بن مَخلَد (؟ - ۸۸۹م) وزیر عباسی عراقی در سدهٔ سوم هجری/نهم میلادی بود که نخست مسیحی بود و نزد موفق عباسی اسلام آورد. در سال ۲۶۵ق به مأموریت‌هایی فرستاده شد و لقب ذوالوزارتین (صاحب دو وزارت) برگرفتن. موفق برای کشتن عمرو بن لیث صفار از او مالی خواست، اما صاعد ناتوان بود و میان او و موفق اختلافات بسیار شد. موفق او را در سال ۲۷۲ق دستگیر و زندانی نمود. او سه سال زندانی بود سپس خانه‌اش را به غرب بغداد نزدیک دجله برد و همان‌جا درگذشت. ابن جوزی او را از کارگزاران سلطان نام برده که نمی‌نشست و برنمی‌خاست مگر آنکه انفاقی می‌کرد یا صدقه‌ای می‌داد. 